# Synod w Dordrechcie
Synod w Dordrechcie (Synod w Dort) – obradujący w latach 1618–1619 międzynarodowy synod kalwiński zwołany przez Stany Generalne Republiki Zjednoczonych Prowincji Niderlandzkich do miejscowości Dordrecht w hrabstwie Holandii, by rozsądzić spory teologiczne wokół kalwińskiej doktryny o predestynacji. Jego ustalenia tzw. Kanony z Dordt ukształtowały nie tylko teologię Holenderskiego Kościoła Reformowanego i Bractwa Remonstrantów po dziś, ale także miały wpływ na rozwój języka niderlandzkiego i afrykanerskiego. Pełne wydanie protokołów Synodu nastąpiło dopiero w 2014 roku.

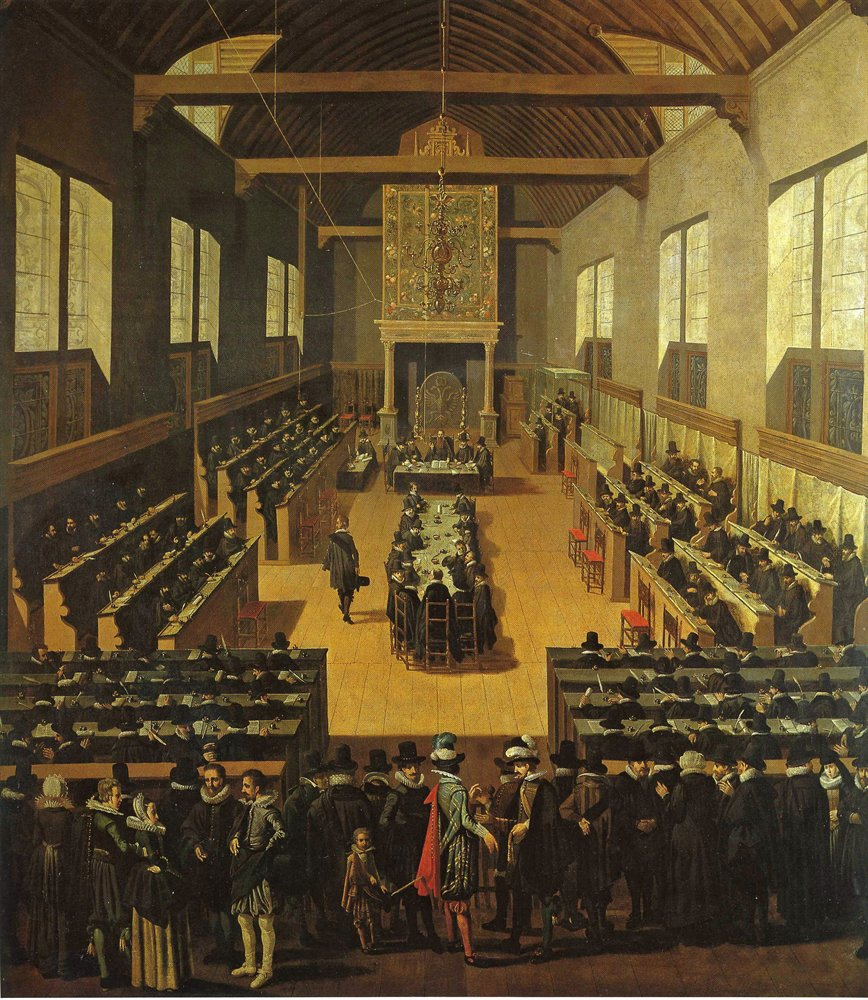
Obrady Synodu. Pośrodku siedzą przedstawiciele remonstrantów

## Tło historyczno-polityczne
W wyniku antyhiszpańskiego powstania w l. 1572-1589 w północnych Niderlandach przekształconych w Republikę Zjednoczonych Prowincji kalwinizm uzyskał status jedynej religii publicznej, wspieranej przez państwo. Pierwsze parafie kalwińskie były bardzo małe i jeszcze u progu XVII wieku skupiały zaledwie ok. 10% społeczeństwa. Surowe wymagania moralne i teologiczne wobec nowych członków kościoła sprawiały, że jego wzrost liczebny był bardzo powolny.
Jednocześnie od końca XVI wieku odzywały się głosy pastorów, którzy żądali poluzowania niektórych wymogów moralnych oraz rewizji Confessio Belgica i Katechizmu Heidelberskiego, których interpretacja zdaniem tych duchownych stała się zbyt restrykcyjna, szczególnie w kwestii predestynacji. W 1606 Jakub Arminius (1560-1609), profesor teologii na Uniwersytecie w Lejdzie, wystąpił z otwartą krytyką kalwińskiego nauczania o predestynacji. Arminius podnosił także prawo każdego duchownego do wolności nauczania z ambony i sugerował potrzebę rewizji Confessio Belgica. Przeciw Arminiusowi wystąpił jego kolega z uniwersytetu Franciszek Gomarus (1563-1641). Zwolenników pierwszego nazywano arminianami, a drugiego gomarystami.
W 1607 Synod Południowej Holandii nakazał duchownym, którzy mają zastrzeżenia do dokumentów konfesyjnych, by ogłosili to publicznie, a gdy pięciu z nich tak zrobiło, zawieszono ich w funkcji pastorów. Stany Holandii jednak uchyliły tę decyzję i pastorów przywrócono na urząd. Jednocześnie nakazały przedstawić sobie poglądy zwaśnionych stron. Arminianie zrobili to w tzw. Pięciu Punktach Remonstrancji – i stąd wzięła się ich nazwa. Dyskusja początkowo czysto teologiczna przekształciła się w polityczną, gdy Arminiusa wsparł Jan van Oldenbarnevelt, a Gomarusa stadhouder Maurycy Orański, co ciekawe, oboje opowiedzieli się z powodów politycznych wbrew swoim osobistym poglądom teologicznym. Pomimo oporu duchowieństwa stany hrabstwa Holandii poparły remonstrantów i nakazały obu stronom wzajemny szacunek i zakaz atakowania siebie z ambon. Stosowny edykt O pokoju w Kościele, który de facto chronił remonstranckich pastorów przed ich konserwatywnymi kolegami przygotował Hugo Grocjusz, zwolennik remonstrantów.
Sytuacja uległa zmianie w 1618, kiedy Maurycy Orański obalił przeciwnika i przekonał wszystkie prowincje do zwołania ogólnonarodowego synodu.

## Miejsce obrad i uczestnicy
Na miejsce obrad wybrano ultragomarystyczne miasto Dordrecht, co wskazywało na kierunek obrad synodujących.
Zaproszenia na obrady synodu wysyłały Stany Generalne Republiki. Każda z siedmiu prowincji w Niderlandach została poproszona o przysłanie 6 delegatów na synod: równą ilość pastorów i świeckich. Holandia, posiadająca dwa synody kalwińskie, miała przysłać 12 delegatów, Drenthe przysłało tylko dwóch pastorów. Na synod zaproszono także pięciu profesorów teologii w Niderlandach (w tym Gomarusa), wszyscy byli gomarystami. Także francuskojęzyczne kościoły kalwińskie w Republic (tzw. Eglises Wallonnes) mogły przysłać 6 delegatów (4 pastorów i 2 świeckich).
Ponadto imiennie wezwano na synod 14 przedstawicieli remonstrantów z Simonem Episcopiusem, który został przez kolegów wybrany ich rzecznikiem.
Oprócz delegatów niderlandzkich, osobne zaproszenia wysłano do kalwińskich kościołów we Francji, Szwajcarii, Szkocji i Anglii oraz z kalwińskich państw w Niemczech: Palatynatu, Hesji-Kassel, Nassau, Emden, Bremy i Brandenburgii. Z niejasnych przyczyn nie zaproszono delegatów z kalwińskich kościołów w Czechach, Rzeczypospolitej Obojga Narodów i Węgier. Kalwińskie księstwo Anhalt zostało również pominięte, jak przypuszcza się, gdyż tamtejszych duchownych podejrzewano o remonstranckie sympatie.
Na uczestniczenie w obradach nie pozwolił francuskim kalwinistom król Ludwik XIII. Pod pretekstem pominięcia Anhalt także elektor brandenburski Jan Zygmunt Hohenzollern nie przysłał swoich delegatów. Inne zaproszone delegacje stawiły się w komplecie.
Ze względu na polityczną czystkę przeprowadzoną przez Maurycego Orańskiego, prawie wszystkie prowincje, nawet tam gdzie liczba remonstrantów była spora (np. Synod Północnej Holandii czy Kampen) wysłały delegacje wyłącznie gomarystyczne. Tylko w Utrechcie, gdzie remonstranci dominowali w tamtejszym kościele, władze wysłały delegację podzieloną równo między remonstrantów i kontrremonstrantów.
W sumie w obradach wzięły udział 102 osoby.

## Obrady
Synod obradował od 13 listopada 1618 roku do 29 maja 1619 roku na 180 sesjach. Na przewodniczącego synodu wybrano ultrakonserwatywnego Johannesa Bogermana z Fryzji.
Remonstranci, kierowani przez Episcopiusa, próbowali obrócić synod w debatę na temat dogmatów predestynacji, ale ich propozycję odrzucili zarówno obserwatorzy ze Stanów Generalnych, jak i sami obradujący i Synod stał się de facto sądem nad remonstrantami. Po długich sporach proceduralnych remonstranccy duchowni zostali usunięci z obrad synodujących na 57 sesji Synodu 14 stycznia 1619. W proteście przeciw temu razem nimi opuścili obrady także remonstranccy delegaci z Utrechtu. Od tej pory obrady toczyły się spokojnie, choć remonstranckim delegatom nakazano poczekać do końca obrad synodu.

## Uchwały synodu
Oficjalne potępienie remonstrantów i ich wyłączenie z Holenderskiego Kościoła Reformowanego nastąpiło 20 maja 1619. Kilka tygodni później Stany Generalne zakazały im organizowania nabożeństw, pełnienia funkcji pastorskich, proponując albo dożywotnią pensję za milczenie, albo tym którym odmówili podpisania tego zobowiązania nakazano opuszczenie Niderlandów. Na mocy postanowień Synodu w Dordrechcie pozbawiono urzędu ponad 200 remonstranckich pastorów. Zaledwie 40 podpisało akta Synodu i tym pozwalając pozwolono zostać duchownymi. Kolejnych 80 skazano na wygnanie.
Synod uchwalił tzw. Kanony z Dort, które aż do XX wieku zdefiniowały niderlandzki kalwinizm i pod którymi musieli się podpisywać wszyscy pastorzy kalwińscy. Potwierdzono w całej rozciągłości nauczanie o podwójnej predestynacji, ale wbrew powszechnej opinii o niezwykłym konserwatyzmie jego uchwał, synodujący starali się zachować umiarkowanie w innych sprawach, np. uniewinniając Jana Makowskiego od zarzutu herezji. Kanony z Dort przyjęły np. kościoły Szwajcarii czy Francji, ale odrzucił je zarówno w Kościół Anglii, jak i Kościół Szkocji. Nigdy nie przyjęły ich kościoły kalwińskie w Rzeczypospolitej oraz kościoły w Anhalt, Brandenburgii i Bazylei. Od końca XVII wieku od jego sztywnej interpretacji w sprawie predestynacji zaczęły się także dystansować kościoły w Genewie, Bernie i Zurychu.
Co ciekawe, Kanony z Dort, nie zostały ratyfikowane nigdy przez same władze Niderlandów, którym nie podobały się tezy o pewnej niezależności kościoła od państwa. Stany Generalne „przyjęły do wiadomości” jego wyniki i do końca istnienia republiki nie zwołały ogólnonarodowego synodu.

## Biblia Stanów

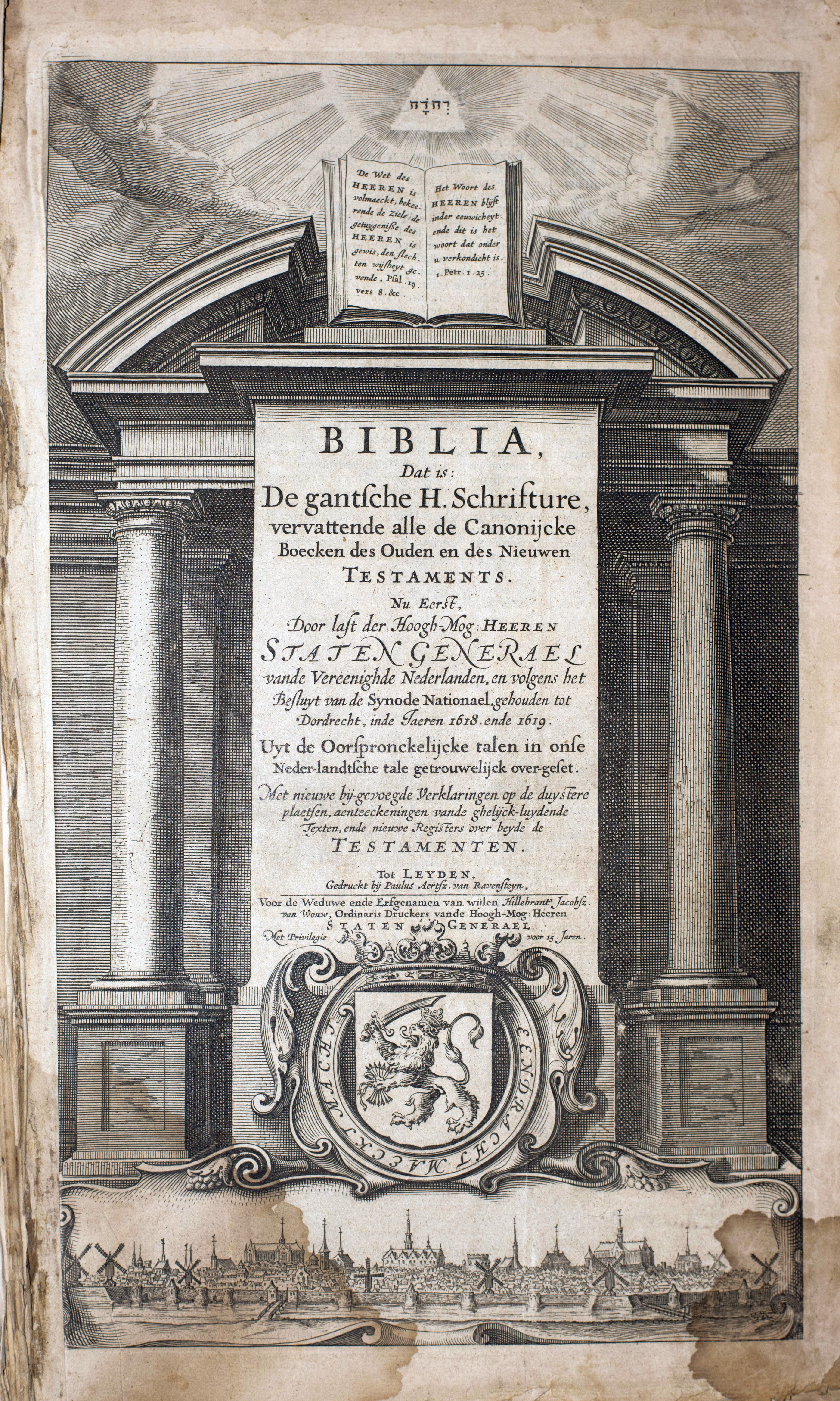
Strona tytułowa Biblii Stanów

Największym osiągnięciem Synodu w Dordrechcie był przekład Biblii na język holenderski. Choć w XVI w. ukazało się kilka tłumaczeń Biblii na niderlandzki, synodałowie doszli do wniosku, że Niderlandy potrzebują oficjalnego tłumaczenia Pisma Świętego. Zwrócono się o pomoc finansową do Stanów Generalnych Republiki, które dopiero w 1626 r. zgodziły się sfinansować przekład. Prace były długie i żmudne i trwały dziewięć lat. W 1637 r. i pierwszy egzemplarz został przedstawiony Stanom Generalnym, które go oficjalnie zaakceptowały i przekazały do druku. – stąd nazwa Staatenbijbel albo Statenvertaling (Biblia Stanów). Druk zlecono drukarni w Lejdzie prowadzonej przez kobietę.
W latach 1637–1657 sprzedano ponad pół miliona egzemplarzy Statenbijbel. Był to prawdziwy rekord w ówczesnej Europie. Używana w kościele, w modlitwach domowych i do czytania usystematyzowała i ujednoliciła język niderlandzki i jej język stał się na prawie 400 lat wyznacznikiem holenderskiej kultury, literatury oraz kazań.
Gdy w XVIII w. w Południowej Afryce osiedlili się holenderscy osadnicy Burowie, większość z nich zabrała ze sobą właśnie Statenbijbel. Jej dostojny i coraz bardziej staroświecki język ukształtował także język afrikaans, w którym przekład Biblii ukazał się dopiero w 1933 roku.